# Jeff Rowe (Manager)
Jeff Rowe (* 2. Mai 1973 in Illinois, Vereinigte Staaten) ist ein US-amerikanischer Manager und Chief Executive Officer (CEO) der Syngenta Group. Das Unternehmen ist ein führender Anbieter von Saatgut und Pflanzenschutzmitteln.

## Herkunft
Rowe wurde 1973 in den Vereinigten Staaten geboren und wuchs auf der Farm seiner Familie im Norden von Illinois auf. Rowes Familie betreibt seit mehreren Generationen Landwirtschaft auf der familieneigenen Farm für Reihenkulturen und Viehzucht.
Rowe studierte Agrarökonomie und Molekularbiologie an der Iowa State University, wo er 1995 einen Bachelor of Science erwarb. Es folgte ein Studium der Rechtswissenschaften an der juristischen Fakultät der Drake Law School. Seine Fähigkeiten im Bereich der Wirtschaftswissenschaften baute er über einen Global Executive MBA von der London School of Economics and Political Science und der Stern School of Business in New York City weiter aus.
Rowe ist verheiratet, hat vier Kinder und lebt seit 2022 mit seiner Familie in Basel (Schweiz). Er setzt sich für die mentale Gesundheit von Landwirten ein und initiierte unter anderem Spendenaktionen für gemeinnützige Organisationen wie das Farm Crisis Center.

## Karriere

### Cargill, DuPont Pioneer
Rowe begann seine berufliche Laufbahn 1995 als Getreidehändler bei Cargill, einem der größten Händler von landwirtschaftlichen Waren. Im selben Jahr wechselte zum Saatguthändler Pioneer, der später vom Industriekonzern DuPont übernommen wurde.
2001 wechselte er in die Rechtsabteilung von Pioneer, wo er in den folgenden sieben Jahren als Justiziar tätig war. Im Jahr 2008 wurde Jeff Rowe zum Vizepräsidenten ernannt. Ab Juni 2011 leitete Rowe das Europageschäft von DuPont Pioneer. 2015 wurde er darüber hinaus Mitglied des Führungsteams des Unternehmens.

### Syngenta Group
2016 kam Rowe zu Syngenta, einem führenden Anbieter von Agrartechnologie. Rowe übernahm zunächst als Präsident die Verantwortung für das globale Geschäft mit Saatgut und die Regionen Nordamerika und China. Er stellte den Bereich neu auf und führte ihn zurück zur Profitabilität. Unter seiner Führung entwickelte sich Syngenta Seeds zu einem der wichtigsten Wachstumstreiber der Syngenta Group.
2022 übernahm Rowe die Leitung von Syngenta Crop Protection, in der das Geschäft der Syngenta Group mit Pflanzenschutzmitteln gebündelt ist. Rowe ist dafür bekannt, dass er unter seiner Führung zentrale Projekte für digitale Innovation, regenerative Landwirtschaft und Bodengesundheit vorantreibt.
Im Januar 2024 trat Rowe die Nachfolge von Erik Fyrwald als Chief Executive Officer (CEO) der Syngenta Group an. Fyrwald ist weiterhin als Mitglied des Verwaltungsrates und als Berater des Präsidenten des Verwaltungsrates tätig.